# Kevin Beattie
Pour les articles homonymes, voir Beattie.
Thomas Kevin Beattie, né le 18 décembre 1953 à Carlisle (Angleterre) et mort le 16 septembre 2018, est un footballeur britannique qui évoluait au poste de défenseur central à Ipswich Town, à Colchester United et à Middlesbrough ainsi qu'en équipe d'Angleterre.

## Biographie
Kevin Beattie marque un but lors de ses neuf sélections avec l'équipe d'Angleterre entre 1975 et 1977. 

## Palmarès

### En équipe nationale
- 9 sélections et 1 but avec l'équipe d'Angleterre entre 1975 et 1977.

### Avec Ipswich Town
- Vainqueur de la Coupe d'Angleterre de football en 1978.

## Filmographie
- 1981 : À nous la victoire